# Steinbrunn-le-Bas
 Steinbrunn-le-Bas (en alsacià Neederstaibrunne) és un municipi francès, situat a la regió del Gran Est, al departament de l'Alt Rin. L'any 1999 tenia 645 habitants.

## Demografia
| 1962 | 1968 | 1975 | 1982 | 1990 | 1999 |
| ---- | ---- | ---- | ---- | ---- | ---- |
| 509  | 517  | 535  | 572  | 618  | 645  |

## Administració
| Període   | Identitat      | Partit |
| --------- | -------------- | ------ |
| 1989-1995 | Paul Ketterlin |        |
| 1995-     | Daniel Hassler |        |